# Гупуярви
Гупуярви (устар. Гапуярви, Гапу-ярви, Гангиярви; фин. Kapujärvi) — озеро на Карельском перешейке во Всеволожском районе Ленинградской области России.
Высота над уровнем моря — 65,3 м.
На берегах озера расположен ряд крупных садоводческих массивов: «Кулаково», «Мичуринец», «Электроприбор», «Васкелово».
На озере есть небольшой остров. Из озера вытекает безымянный пересыхающий ручей, который впадает в реку Вьюн. Глубина не более 7 метров. 